# Le Crest
Le Crest ist eine französische Gemeinde mit 1300 Einwohnern (Stand 1. Januar 2022) im Département Puy-de-Dôme in der Region Auvergne-Rhône-Alpes. Sie liegt ca. 15 km südlich von Clermont-Ferrand.

## Bevölkerung
Die Einwohnerzahl nimmt seit den 1960er Jahren wieder beständig zu. Le Crest wandelt sich verstärkt zu einem Wohnort für Pendler in die nahe Großstadt Clermont-Ferrand, wahrt aber den ländlichen Charakter eines ehemaligen Winzerdorfes.
| Jahr                       | 1962 | 1968 | 1975 | 1982 | 1990 | 1999 |
| Einwohner                  | 357  | 386  | 507  | 763  | 937  | 1128 |
| Quellen: Cassini und INSEE |      |      |      |      |      |      |

## Geografie
Der kreisförmige, mittelalterliche Dorfkern von Le Crest liegt weithin sichtbar auf einem Hügel am östlichen Ende des Plateau de la Serre. Südlich des Dorfkerns erstrecken sich die neuen Wohnviertel an den Hängen des Plateaus, nördlich davon fällt das Gelände zum Fluss Auzon ab.
Beim Plateau de la Serre handelt es sich um einen 3,5 Mio. Jahre alten Lavastrom, der durch den Vorgang der Reliefumkehr heute einige hundert Höhenmeter aus der Landschaft herausragt.

## Geschichte
Die Region war schon im jüngeren Neolithikum um 5000 v. Chr. besiedelt, was Funde aus dem Jahr 2006 zeigten. Die nach 1000 gegründete Siedlung um eine Burg, von der drei um 1450 errichtete Mauern sowie der Turm erhalten sind, war lange Zeit im Besitz der Herzöge der Auvergne. Zusammen mit den Schlössern von Opme und La Batisse in Chanonat ermöglichte die Burg von Le Crest die Kontrolle der Täler des Auzon, der Monne und des Allier. Ein heute zugeschütteter unterirdischer Gang aus dem 15. Jh. verband Le Crest mit La Batisse.
In Crest wurde der legendäre Antonin (Anton) Docher (1852–1928) geboren, der als franziskanischer Missionar 34 Jahre lang in Neumexiko im Pueblo der Isleta lebte.
Im Zweiten Weltkrieg war Crest ein Zentrum der Résistance.

## Sehenswürdigkeiten
- Wahrzeichen des Ortes ist der weithin sichtbare Uhrturm, einziger Überrest einer mittelalterlichen Burganlage. Von hier erstreckt sich ein Panoramablick über die Vulkane der Auvergne bis zum Forez.
- Wanderwege führen auf das Plateau de la Serre mit einem Observatorium des französischen Vogelschutzbundes LPO zur Beobachtung von Zugvögeln.
- Romanische Kirche aus dem 13. Jahrhundert
- Brunnen

## Fotogalerie

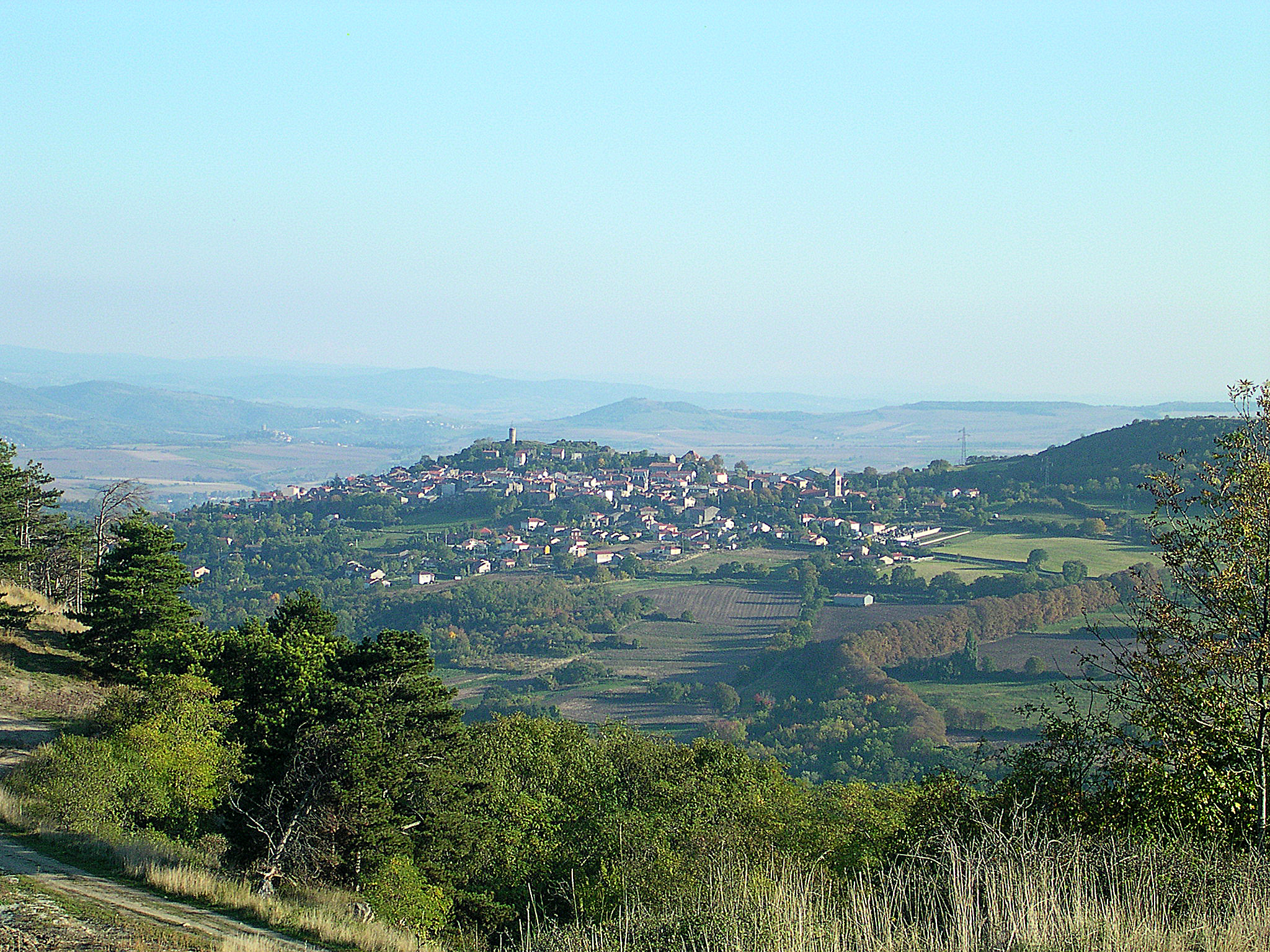
Le Crest, 2006
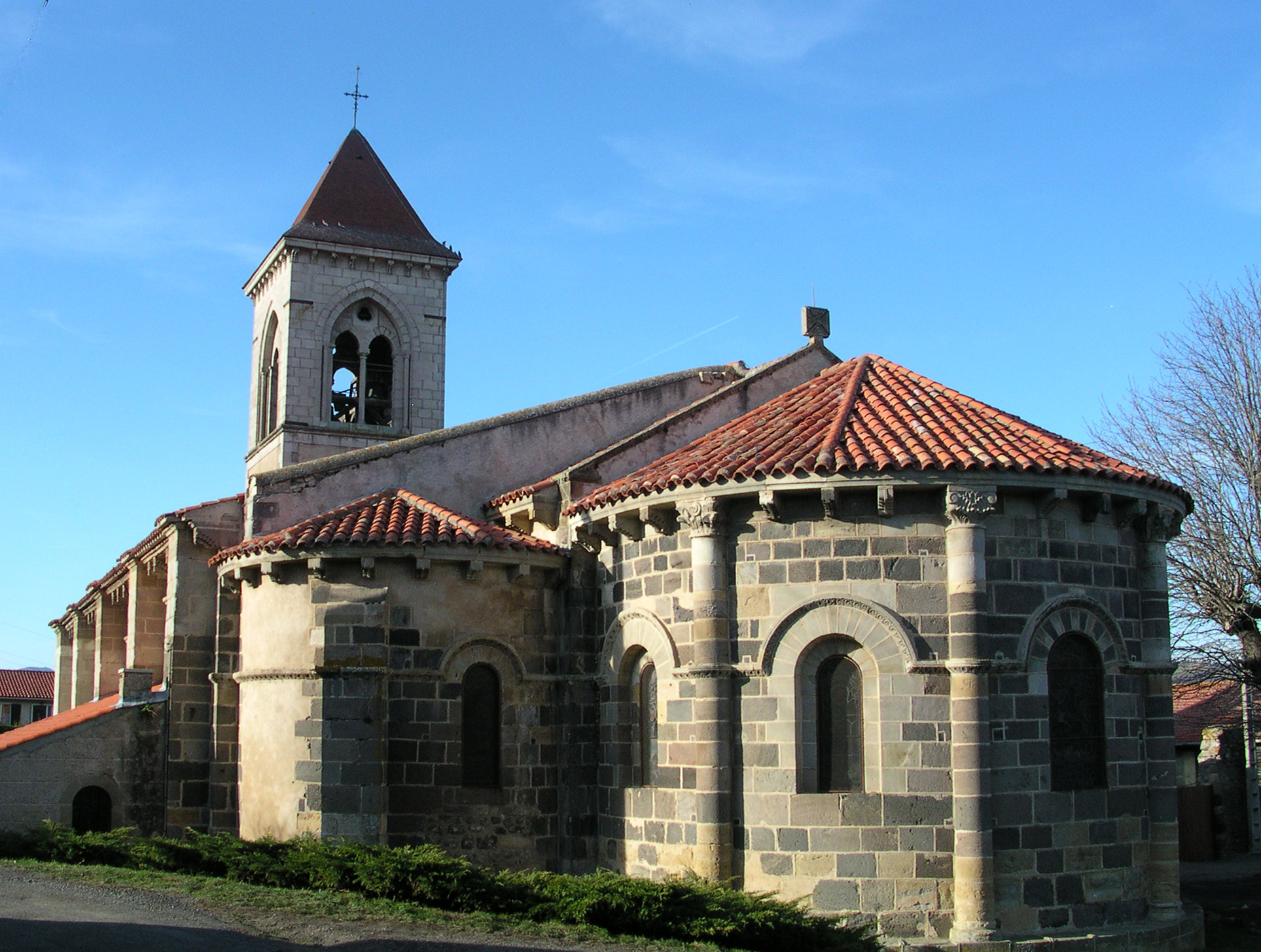
Kirche von Le Crest
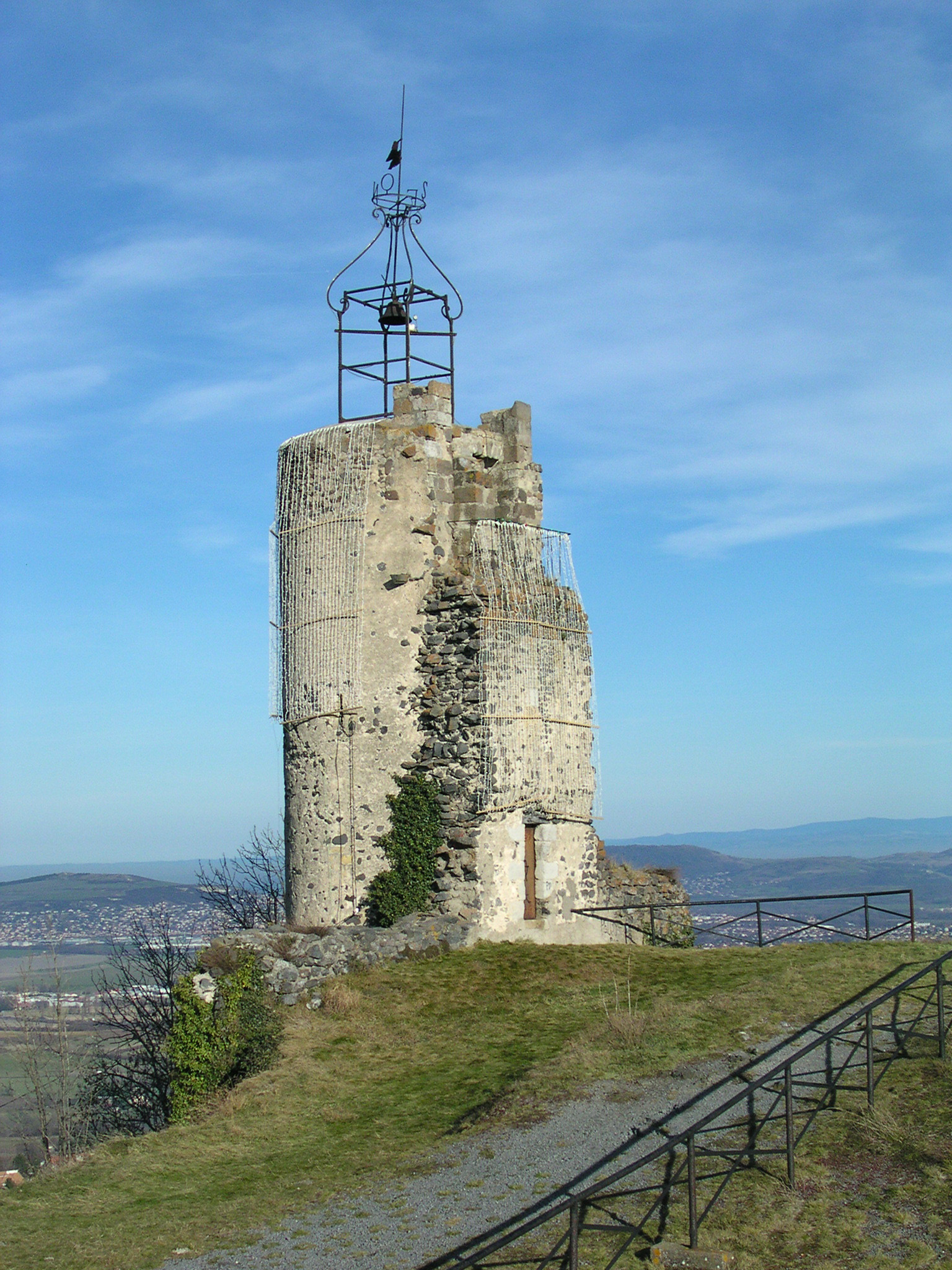
"La tour de l’horloge"
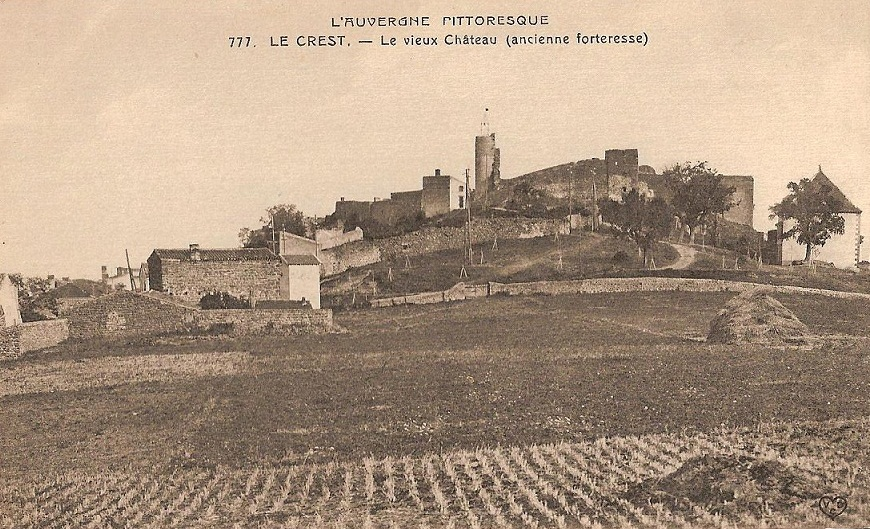
Le Crest c. 1900
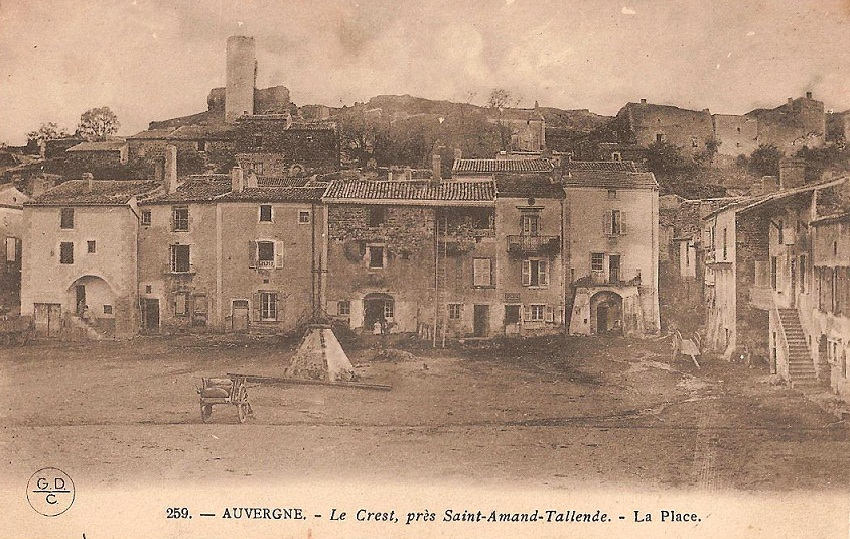
Dorfplatz, c. 1900
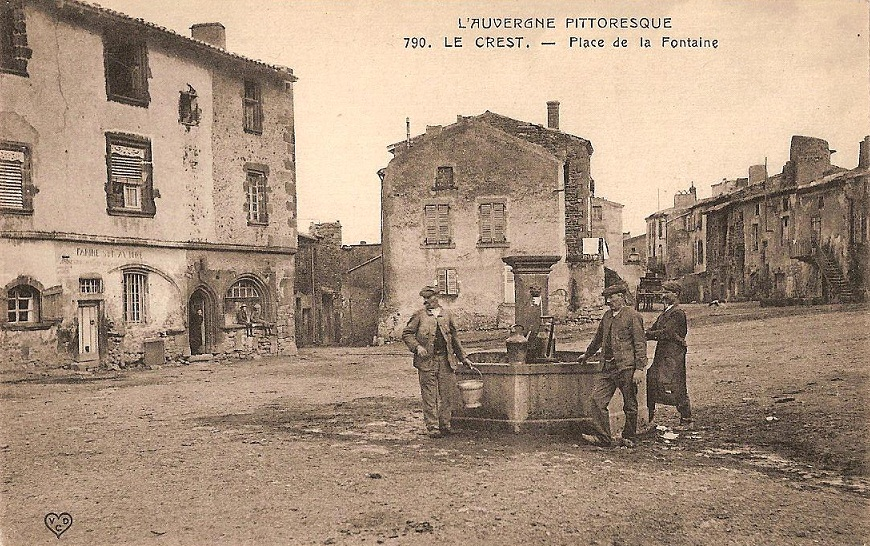
Dorfplatz c. 1900